# Samig Abdullayev
Samig Fayzullovich Abdullayev (en uzbeko: Самиғ Файзуллович Абдуллаев, en ruso: Самиг Файзуллович Абдуллаев; Taskent, Imperio ruso, 29 de septiembrejul./ 12 de octubre de 1917greg. — Taskent, Uzbekistán, 10 de mayo de 1998) fue un soldado soviético de origen uzbeko que combatió en las filas del Ejército Rojo durante la Segunda Guerra Mundial donde recibió el título de Héroe de la Unión Soviética el 16 de mayo de 1944. Después de la guerra se convirtió en pintor y recibió el título de Artista de Honor de la República Socialista Soviética de Uzbekistán por su trabajo. Durante diez años fue director de la Unión de Artistas de la RSS de Uzbekistán y de 1956 a 1991 trabajó como director del Museo de Artes de Uzbekistán.

## Biografía

### Infancia y juventud
Abdullayev nació el 12 de octubre de 1917 en el seno de una familia de campesinos uzbekos en Taskent —en esa época parte del Imperio ruso, actualmente es la capital de Uzbekistán—. Después de graduarse del séptimo grado el la escuela de educación primaria en 1932, ingresó en la Escuela de Arte de Taskent, donde se graduó en 1937. Luego se alistó en el Ejército Rojo en septiembre de 1938 donde sirvió en las tropas de ingenieros.

### Segunda Guerra Mundial
Al comienzo de la invasión alemana de la Unión Soviética era comandante de escuadrón en la 8.º Unidad Independiente de Transporte Ligero, llegó al frente de guerra en octubre de 1941 donde participó en las batallas por el Cáucaso y en la operación de Krasnodar. En junio de 1943 se convirtió en comandante de escuadrón del 97.º Batallón Independiente de Ingenieros Motorizados, donde se participó en la operación Novorossíisk-Tamán, en la operación Kerch-Eltigen (1943) y en la ofensiva de Crimea (1944). 
Se distinguió especialmente en la operación de desembarco Novorossíisk-Tamán, cuando, durante la noche del 16 de septiembre de 1943 dirigió a los zapadores bajo su mando en una peligrosa misión nocturna para retirar las minas terrestres de la zona de la granja Krasny en Krasnodar. Él personalmente neutralizó 36 minas, despejando el camino para que los tanques atravesaran el área. Sin embargo, los nazis volaron el puente sobre el río Kudako, impidiendo el avance de los tanques soviéticos. Su escuadrón reconstruyó el puente en sólo tres horas a pesar de sufrir un intenso fuego de artillería enemigo, lo que permitió que los tanques avanzaran. El 17 de septiembre salvó otro puente arrastrándose hasta un cable de mecha en llamas y cortándolo antes de que pudiera explotar, a pesar de que estaba herido. 
Por el coraje y el heroísmo demostrado en las batallas contra los invasores nazis, por Decreto del Presídium del Sóviet Supremo de la URSS del 16 de mayo de 1944, el sargento mayor Samig Fayzullovich Abdullayev recibió el título de Héroe de la Unión Soviética con la Orden de Lenin y la medalla de la Estrella de Oro (N.º 4385).
Después de la liberación de Crimea su unidad fue trasferida a la reserva, donde permaneció hasta el final de la guerra.

### Posguerra
Tras su desmovilización en 1945 vivió en Taskent, donde trabajó como pintor. Se desempeñó como presidente de la junta directiva de la Unión de Artistas de la RSS de Uzbekistán de 1946 a 1956 y luego trabajó como director del Museo de Artes de Uzbekistán (1956-1991). En 1955, se graduó en el Instituto de Arte y Teatro de Taskent. Murió el 10 de mayo de 1998.

## Condecoraciones
A lo largo de su vida Samig Abdullayev recibió las siguientes condecoraciones
- Héroe de la Unión Soviética (16 de mayo de 1944)[7]
- Orden de Lenin (16 de mayo de 1944)
- Orden de la Bandera Roja, dos veces (10 de septiembre de 1943 y 25 de febrero de 1944)
- Orden de la Guerra Patria de 1.er (11 de marzo de 1985) y 2.do grado (11 de junio de 1943)[8]
- Orden de la Insignia de Honor, dos veces
- Medalla por la Defensa del Cáucaso (1944)
- Medalla de la Distinción Laboral (18 de marzo de 1959)
- Artista de Honor de la RSS de Uzbekistán